# Young Justice
Young Justice was een superheldenteam uit de strips van DC Comics. Het team bestond geheel uit tienerhelden. Het team maakte zijn debuut in Young Justice: The Secret (juni 1998). Deze serie werd getekend door Todd Nauck, en geschreven door Todd DeZago.

## Geschiedenis
Het team werd gevormd toen de Teen Titans verdergingen als Titans, en er dus ruimte kwam voor een nieuw team van tienerhelden. Het team werd opgericht door Robin, Superboy en Impulse, die de Justice League grot als hoofdkwartier gebruikten.
In 1998 kreeg het team zijn eigen stripserie. Het team werd uitgebreid met helden als Red Tornado, de tweede Wonder Girl, Lagoon Boy en Batgirl.
Een van de belangrijkste gebeurtenissen in de serie was de Young Justice: Sins of Youth verhaallijn, waarin de leeftijden van veel helden werden veranderd door Klarion the Witch-Boy en Doiby Dickles. In deze verhaallijn kwam Superboys vriendin om het leven, stopte Wonder Girl met het dragen van pruiken, en kwamen weer nieuwe personages bij het team.
De serie eindigde met deel 55. In de erop volgende mini-serie Young Justice/Titans: Graduation Day werd het team opgeheven. Robin, Superboy, Impulse, en Wonder Girl werden lid van een nieuw Teen Titans team.

## Televisieserie
Op 26 november 2010 werd de geanimeerde versie van Young Justice uitgezonden op Cartoon Network (Verenigde Staten). Op 16 juni 2012 werd Young Justice de geanimeerde versie uitgezonden in Nederland op Cartoon Network.

## Prijzen
Het honderdduizendste exemplaar van de serie was onderdeel van de DC One Million-verhaallijn, en daarmee een kansmaker op de Comics Buyer's Guide Fan Award voor “Favorite Story for 1999”.